# قلعه شعیب‌آباد
قلعه شعیب آباد مربوط به دوران‌های تاریخی پس از اسلام است و در شهرستان ورامین، روستای شعیب آباد واقع شده و این اثر در تاریخ ۱۱ شهریور ۱۳۸۲ با شمارهٔ ثبت ۹۹۱۲ به‌عنوان یکی از آثار ملی ایران به ثبت رسیده است.